# Meninting-jégmadár
A Meninting-jégmadár (Alcedo meninting) a madarak osztályának szalakótaalakúak (Coraciiformes)  rendjébe és a jégmadárfélék (Alcedinidae) családjába tartozó faj.

## Előfordulása
Banglades, Brunei, Kambodzsa, Kína, India, Indonézia, Laosz, Malajzia, Mianmar, Nepál, a Fülöp-szigetek, Szingapúr, Srí Lanka, Thaiföld és Vietnám területén honos.

## Alfajai
- Alcedo meninting amadoni
- Alcedo meninting callima
- Alcedo meninting coltarti
- Alcedo meninting laubmanni
- Alcedo meninting meninting
- Alcedo meninting phillipsi
- Alcedo meninting proxima
- Alcedo meninting rufigaster
- Alcedo meninting scintillans
- Alcedo meninting subviridis
- Alcedo meninting verreauxi

## Megjelenése
Testhossza 16-17 centiméter, testtömege 18 gramm.
|  |

## Külső hivatkozás
- Képek az interneten a fajról
- Birding.in